# Antonio Maria da Carpi
Antonio Maria da Carpi (Carpi, ... – notizie dal 1495 al 1504 circa) è stato un pittore italiano.

## Biografia
Nulla si sa della sua vita. Molto probabilmente allievo di Cima da Conegliano, gli sono accreditate con buona certezza soltanto due Madonne col Bambino, entrambe datate 1497 e conservate l'una nel Museo di belle arti di Budapest e l'altra in una collezione privata. Poche altre opere gli sono state attribuite, che ora sono assegnate prevalentemente a Cima da Conegliano o alla sua bottega.

## Opere
- Madonna col Bambino, tavola, 35.8 × 28.4 cm., Museo di belle arti, Budapest, 1497
- Madonna col Bambino, tavola, 89 x 65 cm, collezione privata, 1497

## Opere già attribuite
- Madonna col Bambino, tavola, 68.9 × 54.5 cm., Walters Art Museum, Baltimora, 1490-1510
- Madonna col Bambino, tavola trasportata su tela, 62 × 49 cm., Accademia Carrara, Bergamo, 1490-1510
- Annunciazione, tavola, 40 × 32 cm., Gemäldegalerie, Berlino, 1490-1510
- Madonna col Bambino, tavola, 31.5 × 25 cm., Musée d'Art et d'Histoire, Ginevra, 1505-1510
- Madonna col Bambino, tavola, 80.5 × 66 cm., collezione privata, 1485-1517
- Madonna col Bambino, tavola, 57 × 42 cm., Musei civici agli Eremitani, Padova, 1490-1510
- Visitazione, tavola, cm 145 × 100, Cattedrale di S. Maria Assunta, Parma, 1490-1510